# Tautog
Tautog (Tautoga onitis) är en fiskart som först beskrevs av Carl von Linné 1758.  Tautog ingår i släktet Tautoga och familjen läppfiskar. IUCN kategoriserar arten globalt som sårbar. Inga underarter finns listade i Catalogue of Life.